# Drewniany różaniec
Drewniany różaniec – polski czarno-biały film obyczajowy z 1964 roku, w reżyserii Ewy i Czesława Petelskich. Pierwowzorem scenariusza do filmu była autobiograficzna powieść Natalii Rolleczek pt. Drewniany różaniec z 1953 roku.
Zarówno książka, jak i film były uważane za oręż wykorzystywany przez peerelowskie państwo do walki z Kościołem katolickim w Polsce.

## Fabuła
Akcja filmu dzieje się w Zakopanem w 1936 roku. Do sierocińca prowadzonego przez siostry zakonne felicjanki przybywa pochodząca z ubogiej rodziny nowa dziewczynka, Natalia. Spędza tam dwa ciągnące się lata. W nowym otoczeniu przekonuje się, że liczą się tylko układy i hipokryzja. W ośrodku wychowankowie cierpią głód, dokuczają im rozmaite choroby i brud na strychu gdzie mieszkają. Warunki te kontrastują z czystością i porządkiem pobliskiego kościoła. Zakonnice wymuszają posłuszeństwo dziewczynek używając jako narzędzia kary drewnianego różańca, którym biją podopieczne po gołych plecach. Natalia nie może tego znieść. Wreszcie zmuszona do kilkunastogodzinnej samotnej pracy przy sprzątaniu kościoła naciera sobie oczy denaturatem.

## Obsada aktorska
- Elżbieta Karkoszka, jako Natalia
- Barbara Horawianka, jako siostra Modesta, wychowawczyni dziewcząt
- Zofia Rysiówna, jako Mateczka
- Jadwiga Chojnacka, jako siostra Zenona
- Jolanta Bohdal, jako Helka
- Halina Kowalska, jako Celina
- Joanna Biesiada, jako Zośka
- Zdzisław Karczewski, jako ksiądz
- Ewa Milde, jako Rózia
- Natalia Rolleczek, jako ona sama, autorka wspominająca dzieciństwo w sierocińcu
- Maciej Staszewski, jako chłopak Rózi
- Agnieszka Wesołowska, jako Sabina
- Halina Jabłonowska[3][1]